# Josef Joachim Menzel
Pour les articles homonymes, voir Menzel (homonymie).
Josef Joachim Menzel (né le 19 juin 1933 à Mühlsdorf, arrondissement de Neustadt-en-Haute-Silésie, province de Haute-Silésie et mort le 29 août 2020 à Mayence) est un historien allemand.

## Biographie
Josef Joachim Menzel et sa famille sont expulsés de leur pays à l'âge de 13 ans. Il trouve refuge au Münsterland. Il est diplômé du lycée puis étudie l'histoire, la philologie classique et l'allemand à Münster et Heidelberg. Après l'examen d'État en 1959, il obtient son doctorat auprès d'Heinrich Appelt (de) à Graz avec une thèse sur le « Jura Ducalia », les fondements médiévaux de la constitution dominiale. Il suit une formation en sciences historiques auxiliaires à l'Institut de recherche historique autrichien (de) à Vienne. Il devient l'assistant de Ludwig Petry en 1966. Il complète son habilitation avec lui en 1969/70 avec une thèse sur les documents de localisation silésiens du XIIIe siècle. Il devient professeur adjoint en 1973 et professeur d'université à l'Université de Mayence en 1978. Il y enseigne jusqu'à sa retraite en 1998. Il prononce sa conférence d'adieu en juillet 1998 sur le thème du départ de l'Europe vers l'Est au Moyen Âge.
Il est particulièrement préoccupé par l'histoire de la Silésie. Menzel est l'un des éditeurs du Schlesischen Urkundenbuches en six volumes, paru en 1963. Il est également rédacteur ou co-éditeur des trois volumes Geschichte Schlesiens, des Schlesischen Lebensbilder et du Jahrbuchs der Schlesischen Friedrich-Wilhelms-Universität zu Breslau. Il est pendant de nombreuses années président de la Commission historique de Silésie (de) et second président de la Fondation Kulturwerk Silesia et de l'Institut Gerhard-Möbus de l'Université de Wurtzbourg. Menzel est chargé de cours à la Fondation Konrad-Adenauer et est impliqué pendant plusieurs années dans l'organisation locale des catholiques silésiens. Il est membre du Conseil de recherche Johann-Gottfried-Herder (de).

## Publications (sélection)
Monographies
- - Jura ducalia. Die mittelalterlichen Grundlagen der Dominialverfassung in Schlesien  (= Quellen und Darstellungen zur schlesischen Geschichte. Volume 11). Holzner, Wurtzbourg, 1964, (OCLC 1072396189).
  - Die schlesischen Lokationsurkunden des 13. Jahrhunderts. Studien zum Urkundenwesen, zur Siedlungs-, Rechts- und Wirtschaftsgeschichte einer ostdeutschen Landschaft im Mittelalter (= Quellen und Darstellungen zur schlesischen Geschichte. Volume 19). Holzner, Wurtzbourg, 1977, (OCLC 4373262).
  - avec Wolfgang Stribrny (de) und Eberhard Völker: Alternativ-Empfehlungen zur Behandlung der deutsch-polnischen Geschichte in den Schulbüchern (= Fakten, Meinungen, Argumente. Volume 5). Rumpeltin, Mayence, 1979,  (ISBN 3-7758-0973-2).
  - Der Aufbruch Europas nach Osten im Mittelalter. Abschiedsvorlesung gehalten am 7. Juli 1998 im Philosophicum der Johannes-Gutenberg-Universität zu Mainz. Ludwig-Petry-Institut, Mayence, 1998,  (ISBN 3-00-004012-9).

Rédaction
- avec Lothar Bossle (de), Gundolf Keil et Eberhard Günter Schulz (de), Schlesien als Aufgabe interdisziplinärer Forschung  (= Schlesische Forschungen. Volume 1). Thorbecke, Sigmaringen, 1986,  (ISBN 3-7995-5851-9).